# Богдан лукаш
Богдан Лукаш-малчик без определенного места жительства, к тому же
```
еще и нетрадиционной ориентации, обладает такими способностями как спать во время того как в него входят 10 негров 
[
1
]
```

1. ↑  Заглавная страница // свободная энциклопедия. — 2025-02-13.